# Cambessedesia corymbosa
Cambessedesia corymbosa är en tvåhjärtbladig växtart som beskrevs av Carl Friedrich Philipp von Martius, Franz von Paula Schrank och Dc.. Cambessedesia corymbosa ingår i släktet Cambessedesia och familjen Melastomataceae. Inga underarter finns listade i Catalogue of Life.